# La Côte-en-Couzan
La Côte-en-Couzan is een plaats en voormalige gemeente in het Franse departement Loire in de regio Auvergne-Rhône-Alpes en telt 74 inwoners (2009). De plaats maakt deel uit van het arrondissement Montbrison.

## Geografie
Op 1 januari 2025 fuseerde de gemeenten met Saint-Didier-sur-Rochefort tot de commune nouvelle La Côte-Saint-Didier.
De oppervlakte van La Côte-en-Couzan bedraagt 9,0 km², de bevolkingsdichtheid is dus 8,2 inwoners per km².
De onderstaande kaart toont de ligging van La Côte-en-Couzan met de belangrijkste infrastructuur en aangrenzende gemeenten.

## Demografie
Onderstaande figuur toont het verloop van het inwonertal.